# Switch-технология
Switch-технология — технология разработки систем логического управления на базе конечных автоматов, охватывающая процесс спецификации, проектирования, реализации, отладки, верификации, документирования и сопровождения. Предложена А. А. Шалыто в 1991 году.

## Подход к алгоритмизации
В качестве языков алгоритмизации и программирования в системах логического управления в зависимости от типов управляющих вычислительных устройств применяются: алгоритмические языки высокого уровня (C, Pascal, Forth, …), алгоритмические языки низкого уровня (Ассемблеры), и специализированные языки (например, на базе лестничных и функциональных схем).
Кроме того, существуют два подхода алгоритмизации систем этого класса. В первом из них считается, что известен алгоритм функционирования объекта управления и требуется по нему синтезировать алгоритм логического управления, обеспечивающий заданное поведение: «Для того чтобы клапан открылся, вычислитель должен на вход открытия исполнительного механизма клапана подавать единичный сигнал». Во втором подходе учитывается информация о состоянии объекта управления: «Если вычислитель подает на вход открытия исполнительного механизма клапана единичный сигнал, то клапан открывается». Таким образом, первая стратегия базируется на понятии «состояние», а вторая — на понятии «событие».
Ни та, ни другая разновидность управления в общем случае не является исчерпывающей, однако в Switch-технологии предлагается сделать понятие «состояние» первичным, а в качестве языка спецификации для описания алгоритмов применять графы переходов — предлагается представлять программу как систему взаимодействующих конечных автоматов, описываемых графами переходов. Другими словами, первоначально описывается поведение управляющего устройства, а не его структура, а построение алгоритмов и программ начинается с формирования состояний.
Объекты управления, как и система управления, могут быть реализованы с помощью рассматриваемой технологии, что позволяет моделировать систему в целом.

## Используемые понятия

### Граф переходов
Поведение автоматов задается графами переходов (диаграммами состояний), на которых для их компактности входные и выходные воздействия обозначаются символами, а слова используются только для названий пронумерованных состояний. Расшифровка символов выполняется на схеме связей. Применение символов позволяет изображать сложные графы переходов весьма компактно — так, что человек может в большинстве случаев охватить каждый из них одним взглядом. Это обеспечивает когнитивное восприятие указанных графов.
Графы переходов в наглядной для человека форме отражают переходы между состояниями, а также «привязку» выходных воздействий и других автоматов к состояниям и/или переходам. Для упрощения изображения графов переходов допустимо использование составных состояний, которые применяются в тех случаях, когда несколько вершин имеют одинаково помеченные исходящие дуги.
Задание поведения программ с помощью графов переходов позволяет проверять корректность их построения, например, полноту, непротиворечивость и отсутствие генерирующих контуров.
В программе, построенной по графам переходов, также, как и в этих графах, используются символьные обозначения, а не смысловые идентификаторы, как в других стилях программирования. Это связано с тем, что текст программы в рамках указанной технологии строится по графу переходов формально и изоморфно, а изменения вносятся не непосредственно в текст программы, а только после корректировки схемы связей и графа переходов. Изложенное позволяет обеспечить синхронность изменений программ и их проектной документации.

### Схема связей
В качестве основного документа, определяющего структуру программы, как и при автоматизации технологических (и не только) процессов, в Switch-технологии используется схема связей. Она может совмещаться со схемой взаимодействия автоматов.
Схема связей определяет интерфейс автоматов и позволяет применять в графах переходов и в реализующих их программах символьные обозначения. Для объектно-ориентированных программ с явным выделением состояний диаграммы классов в рамках рассматриваемого подхода изображаются в виде схем связей.

### Кодирование состояний
Состояния кодируются для того, чтобы различать их. Это особенно важно, когда в разных состояниях формируются одинаковые значения выходных переменных. Могут использоваться различные виды кодирования состояний, но в качестве основного используется многозначное кодирование, позволяющее кодировать состояния любого автомата с помощью только одной переменной. При этом её значность должна быть равна числу состояний рассматриваемого автомата, а каждому состоянию присваивается соответствующий номер. Кодирование состояний позволяет отказаться от флагов, которые неявно выполняют ту же функцию.
Возможность слежения за состояниями автомата по значениям одной многозначной переменной позволяет ввести в программирование (по аналогии с теорией управления) понятие «наблюдаемость».

### Структура программы
При использовании Switch-технологии программы (их схемы) должны строиться, начиная с дешифратора состояний, а не с дешифратора входных воздействий, как это делается при использовании других стилей программирования.
Существуют три схемы реализации автоматов:
- Четырехуровневая схема программ (дешифратор состояний — выходные воздействия — дешифратор входных воздействий — формирование следующих состояний) реализует автоматы Мура.
- Четырехуровневая схема программ (дешифратор состояний — дешифратор входных воздействий — выходные воздействия — формирование следующих состояний) реализует автоматы Мили.
- Пятиуровневая схема программ (дешифратор состояний — выходные воздействия — дешифратор входных воздействий — выходные воздействия — формирование следующих состояний) реализует смешанные автоматы.

Схемы программ с указанной структурой названы автоматными. При таком построении граф переходов, автоматная схема программ и конструкция языка программирования аналогичная конструкции switch языка C, реализующая дешифратор состояний, изоморфны.

### Взаимодействия автоматов
Автоматы могут взаимодействовать по вложенности (один автомат вложен в одно или несколько состояний другого автомата), по вызываемости (один автомат вызывается с определенным событием из выходного воздействия, формируемого при переходе другого автомата), по обмену сообщениями (один автомат получает сообщения от другого) и по номерам состояний (один автомат проверяет, в каком состоянии находится другой автомат). Вложенность может рассматриваться как вызываемость с любым событием. Ни число автоматов, вложенных в состояние, ни глубина вложенности не ограничены.
Взаимодействие автоматов отражается на «схеме взаимодействия автоматов», которая может совмещаться со «схемой связей». Проверка взаимодействия автоматов может выполняться протоколированием их работы.

## Универсальность

Рис. 1. Машина Тьюринга, как Конечный автомат с входными и выходными воздействиями, получаемыми и записываемыми с и на ленту соответственно

Как известно каждый алгоритм можно реализовать на машине Тьюринга. Рассматриваемая технология является расширением этой модели для практического использования. В случае машины Тьюринга входное воздействие с ленты подается на конечный автомат, а на ленту записывается выходное воздействие. Сложность программирования на машине Тьюринга в основном определяется тем, что в ней объект управления (ячейка) очень прост, и в ней автомату приходится выполнять не только присущую ему функцию — управление, но, при необходимости, и обеспечивать вычисления. Если заменить ленту любым более сложным устройством, а автомат — системой взаимосвязанных автоматов, то получится обобщение машины Тьюринга, которое может быть использовано для практического программирования. Таким образом, предлагаемый подход является универсальным средством для реализации алгоритмов.

## Стили программирования
Стили программирования различаются по базовым понятиям, в качестве которых используются такие понятия как «событие», «подпрограмма», «функция», «класс» («объект») и т. д. В Switch-технологии таким понятием является «состояние». При этом события рассматриваются лишь как средства для изменения состояний. Стиль программирования, основанный на явном выделении состояний и применении автоматов для описания поведения программ, назван «автоматное программирование», а соответствующий стиль проектирования программ — «автоматное проектирование программ». Автоматное программирование можно рассматривать не только как самостоятельный стиль программирования, но и как дополнение к другим стилям, например, к объектно-ориентированному.

## Смежные технологии

### Нейронные сети и генетические алгоритмы
Области применения автоматов и нейронных сетей обычно различны. Однако существуют задачи, в которых целесообразно их совместное применение.
Известны также задачи, которые могут решаться с помощью любого из указанных средств. В этом случае применение автоматов более целесообразно, так как в них легко вручную вносить изменения. Это может быть важно, например, в случае, когда закон управления строится в два этапа, первый из которых состоит в генерации автоматов с помощью генетических алгоритмов, а второй — в корректировке автоматов в результате экспериментов.

### Параллельные вычисления
В программах, построенных традиционным путём, выделение фрагментов, которые могут быть реализованы параллельно, является весьма трудной задачей. Существует широкий класс задач, спецификация которых осуществляется с помощью параллельно работающих автоматов, которые обмениваются сообщениями. Такие автоматы эффективно реализовывать на основе систем с параллельными вычислениями.

## Проверка, отладка и верификация автоматных программ

### Проверка и отладка
Программа, изоморфная графу переходов, может быть проверена сверкой её текста с этим графом. Сертификация программы логического управления, которая реализована указанным образом по графу переходов автомата, являющегося автоматом Мура, может выполняться в два этапа: проверка в динамике по значениям многозначной внутренней переменной, кодирующей состояние автомата, наличия всех переходов в графе; проверка в статике соответствия значений выходных переменных с их значениями, указанными в вершинах графа переходов. Такая проверка более корректна, чем традиционная проверка «вход-выход». Отладка автоматных программ выполняется в автоматных терминах, что резко её упрощает.

### Верификация
Программы, создаваемые на основе Switch-технологии, могут быть эффективно верифицированы методом Model checking, так как в таких программах управляющие состояния явно выделены, а их количество обозримо. Это позволяет строить компактные модели Крипке даже для программ большой размерности.
Структура автоматных программ, в которых функции входных и выходных воздействий почти полностью отделены от логики программ, делает практичным верификацию этих функций на основе формальных доказательств с использованием пред- и постусловий .

## Реализация и инструментальные средства

### Реализация графов переходов
Графы переходов реализуются формально и изоморфно, например, с помощью конструкции switch (например, языка Си) по соответствующим шаблонам (поэтому предлагаемый подход был назван «Switch-технология»).
В конструкции switch используются символы входных и выходных воздействий, а не функции их реализующие, которые размещаются отдельно. Такая декомпозиция упрощает понимание логики программы за счет компактного её представления и соответствует правилу «отделения логики переключения от деталей того, что происходит».
Для каждого автомата создается четыре документа: словесное описание алгоритма (декларация о намерениях), схема связей, граф переходов, изоморфная реализация.
Реализация выполняется так, что в каждом программном цикле или при каждом запуске автомата в нем выполняется не более одного перехода. Это делает номер каждого состояния автомата доступным для его «окружения» и позволяет не вводить новых переменных для обеспечения взаимодействия автоматов.

### Инструментальные средства
Возможность быстрого, безошибочного, автоматического и изоморфного перехода от набора графов переходов к программе на языке высокого уровня позволяет значительно упростить отладку и моделирование управляющих автоматов и делает программу полностью наблюдаемой и управляемой.
Известно большое число инструментальных средств для генерации программ, реализующих графы переходов (en:List of state machine CAD tools). Приведем список наиболее известных проектов:
- Visio2Switch — инструментальное средство Visio2Switch позволяет по графу переходов, построенному в определенной нотации и изображенному с помощью редактора Visio, автоматически реализовать его в виде изоморфной программы на языке С.
- MetaAuto — инструментальное средство MetaAuto позволяет по графу переходов, построенному в той же нотации и изображенному с помощью того же редактора, автоматически реализовать его в виде изоморфной программы на любом языке программирования, для которого предварительно построен шаблон.
- UniMod — инструментальное средство UniMod предназначено для поддержки автоматного программирования и построения и реализации не только автоматов, но и программ в целом.

Это средство характеризуется формулой: «UniMod = UML + Switch-технология + Eclipse + Java + SourceForge». Оно является открытым и использует только два типа UML-диаграмм: диаграммы классов в форме схем связей (для описания структуры программы) и диаграммы состояний (для описания её поведения) . Валидация диаграмм состояний выполняется автоматически. Указанное инструментальное средство позволяет создавать программы, поддерживая концепции «Исполняемый UML» (en:Executable UML) и «Разработка на базе моделей» (en:Model Driven Architecture).
При использовании инструментального средства UniMod программа состоит из указанных диаграмм и написанных вручную функций, соответствующих входным и выходным воздействиям. Таким образом, это инструментальное средство позволяет совмещать декларативный и процедурный подходы к написанию программ.
Реализация таких программ может быть выполнена как в режиме интерпретации, так и в режиме компиляции. Это средство реализует концепцию «Визуальное конструирование программ».

## Применение технологии
Описанный подход используется в четырех направлениях:
- логическое управление (события отсутствуют, входные и выходные переменные двоичны);
- программирование с явным выделением состояний;
- объектно-ориентированное программирование с явным выделением состояний;
- вычислительные алгоритмы (алгоритмы дискретной математики).

Известные практические применения:
- Впервые технология автоматного программирования применительно к логическому управлению изложена в книге[4] применительно к логическому управлению.
- Программирование с явным выделением состояний для систем, реагирующих на события, впервые было использовано при автоматизации судовых дизель-генераторов[17].
- Объектно-ориентированное программирование с явным выделением состояний впервые было применено в игре Robocode[18].
- Разработка прикладного программного обеспечения для микроконтроллеров[19]
- Проекты, созданные с использованием инструментального средства UniMod[20].

Кроме того, автоматный подход эффективен для реализации визуализаторов алгоритмов дискретной математики и при реализации некоторых из таких алгоритмов (например, обход дерева), а также все чаще начинает использоваться в рамках такого научного направления, как «искусственный интеллект» [35], и при программировании мобильных устройств.

## Проект «Технология автоматного программирования: применение и инструментальные средства»
В 2005 году по результатам конкурса, проводимого в рамках Федеральной целевой научно-технической программы «Исследования и разработки по приоритетным направлениям развития науки и техники» на 2002—2006 годы, проект «Технология автоматного программирования: применение и инструментальные средства» был поддержан Федеральным агентством по науке и инновациям.
Проект вошел в список 15 наиболее перспективных и социально значимых проектов, выполняемых в рамках указанной программы (проект ИТ-13.4/004, а также статья в приложении к газете КоммерсантЪ).
Указанные выше работы в области Switch-технологии находятся в русле работ по обеспечению высокого качества программного обеспечения, проводимых в Западной Европе при создании синхронного программирования для ответственных систем и в NASA при создании программного обеспечения для беспилотных космических аппаратов.